# Columbia (Caroline du Nord)
Pour les articles homonymes, voir Columbia.
La ville de Columbia est le siège du comté de Tyrrell, situé en Caroline du Nord, aux États-Unis. Sa population s’élevait à 891 habitants lors du recensement de 2010, estimée à 801 habitants en 2016.
Elle est située au bord de la rivière Scuppernong, qui peut être traversée en empruntant le Scuppernong River Bridge.

## Démographie
| Groupe            | Columbia | Caroline du Nord | États-Unis |
| ----------------- | -------- | ---------------- | ---------- |
| Afro-Américains   | 43,1     | 21,5             | 12,6       |
| Blancs            | 39,3     | 68,5             | 72,4       |
| Autres            | 13,5     | 4,4              | 6,4        |
| Asiatiques        | 3,3      | 2,2              | 4,8        |
| Métis             | 0,6      | 2,2              | 2,9        |
| Amérindiens       | 0,3      | 1,3              | 0,9        |
| Total             | 100      | 100              | 100        |
|                   |          |                  |            |
| Latino-Américains | 16,3     | 8,4              | 16,7       |

Selon l'American Community Survey, pour la période 2011-2015, 72,52 % de la population âgée de plus de 5 ans déclare parler anglais à la maison alors que 25,74 % déclare parler l'espagnol et 1,74 % le vietnamien.
| 1880 | 1890 | 1900 | 1910 | 1920 | 1930 |
| ---- | ---- | ---- | ---- | ---- | ---- |
| 166  | 209  | 382  | 848  | 738  | 864  |

| 1940  | 1950  | 1960  | 1970 | 1980 | 1990 |
| ----- | ----- | ----- | ---- | ---- | ---- |
| 1 090 | 1 161 | 1 099 | 902  | 758  | 836  |

| 2000 | 2010 | - | - | - | - |
| ---- | ---- | - | - | - | - |
| 819  | 891  | - | - | - | - |

## Source
- (en) Cet article est partiellement ou en totalité issu de l’article de Wikipédia en anglais intitulé « Columbia, North Carolina » (voir la liste des auteurs).

1. ↑  (en) « Columbia, NC Population - Census 2010 and 2000 », sur censusviewer.com.
2. ↑  (en) « Population of North Carolina - Census 2010 and 2000 », sur censusviewer.com.
3. ↑  (en) « Language spoken at home by ability to speak English for the population 5 years and over », sur factfinder.census.gov.
4. ↑  (en) « Statistiques des États-Unis - Caroline du Nord - Profils des communautés de 2010 » (consulté en novembre 2020)